# Паркинг
Паркингът е място за паркиране (оставяне без личен надзор) на превозни средства.
Паркирането на превозни средства в света е важен проблем в местата, където става голямо струпване на автомобили, особено на лични коли:
- административните райони на големите градове;
- големите търговски центрове - хипермаркети, супермаркети, ресторанти, търговски улици;
- големите спортни съоръжения - стадиони, спортни зали, плувни басейни и др.
- курортите и големите хотели.

В зависимост от урбанизацията на мястото и свободното пространство в зоната паркингите могат да бъдат:
- открити паркинги, в т.ч.
  - обширни специализирани площадки, върху които паркирането на превозните средства става при спазване на организацията, предвидена за конкретната площадка;
  - регламентирани места за паркиране върху пътното платно или тротоарната зона - т.нар. Синя зона;
  - маломерни зони за паркиране, в които паркирането става чрез паркометър;

- закрити паркинги, в т.ч.
  - подземни паркинги на 1 или повече нива – разположени са най-вече под обществени сгради и под площади);
  - надземни многоетажни паркинги, които могат да имат и етажи под земята.

## Галерия
- Най-разпространеният в САЩ модел на паркометър
- Паркиране на автомобили на улицата
- Паркинг за мотоциклети
- Открит паркинг с диагонално паркиране
- Паркинг на летището на Кьолн, Германия
- Подземен безплатен паркинг в САЩ
- Многоетажен паркинг в Сингапур
- Извозване на автомобил, паркиран на непозволено за това място
- Автоматичен подземен автомобилен склад-паркинг, Солун